# 빌헬름 하우프

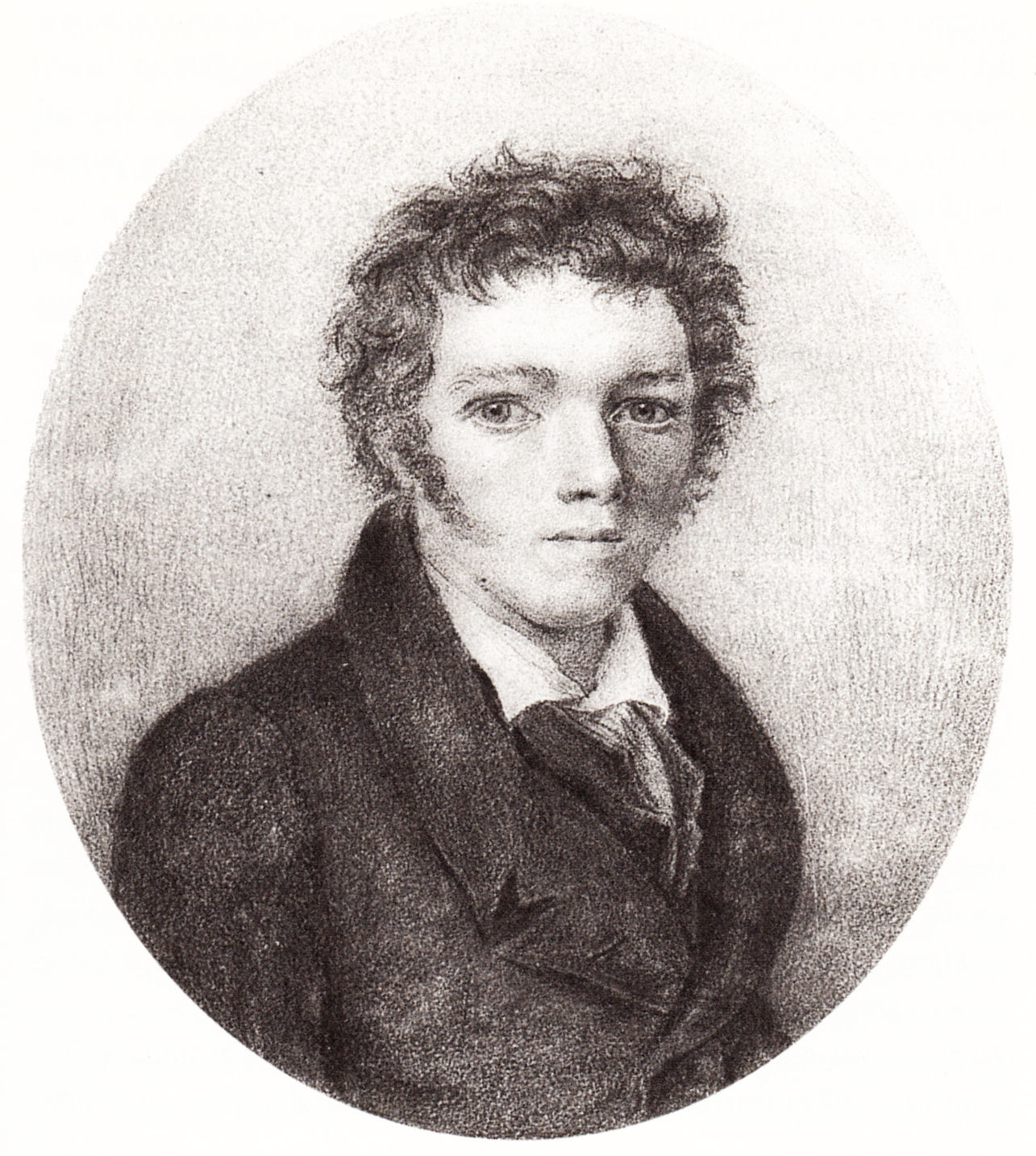

빌헬름 하우프(독일어: Wilhelm Hauff, 1802년 11월 29일 - 1827년 11월 18일)는 독일의 시인이자 소설가이다.

## 생애
하우프는 8월에 슈투트가르트에서 태어났다. 그는 4명의 자녀 중 2번째였다.
영 하우프는 7세 때 그의 아버지를 여의었다. 1818년에 그는 블라우베우렌의 클로스테르슈클레로 보내졌고, 1820년에는 튀빙겐 대학교에 다니기 시작했다. 4년동안 그는 튀빙겐 스티프트에서 철학 및 신학 연구를 마쳤다.

## 작품
대학교를 졸업할 때 하우프는 뷔르템베르크 장관, 에른스트 유겐 폰 후겔 장관의 자녀를 가르쳤고 자신의 메르헨 (동화)을 썼다.
그의 유명한 동화집은 그당시 아이들에게 이야기로 들려준 동화를 토대로 한 것으로 출판된 3권의 <동화연감(童話年鑑)> 중 2권이 동방의 신비한 이야기를 내용으로 하는 것이다. 대표적인 것으로서는 <황새가 된 임금님> <꽃의 난쟁이> <차가운 심장> 등이 있다. 단편소설 <악마의 각서>(1825) 등에 의해 문재(文才)를 인정받고서, 영국의 스콧 예에 따라 저술한 역사소설 <리히텐슈타인>(1826)으로 작가로서의 지위를 굳혔으나 아쉽게도 25세로 요절하였다.